# Helopsaltes ochotensis
Helopsaltes ochotensis é uma espécie de ave da família Locustellidae.
Pode ser encontrada nos seguintes países:  Brunei, China, Hong Kong, Indonésia, Japão, Coreia do Sul, Malásia, Filipinas, Rússia, Taiwan e Estados Unidos da América.